# Dacre Montgomery

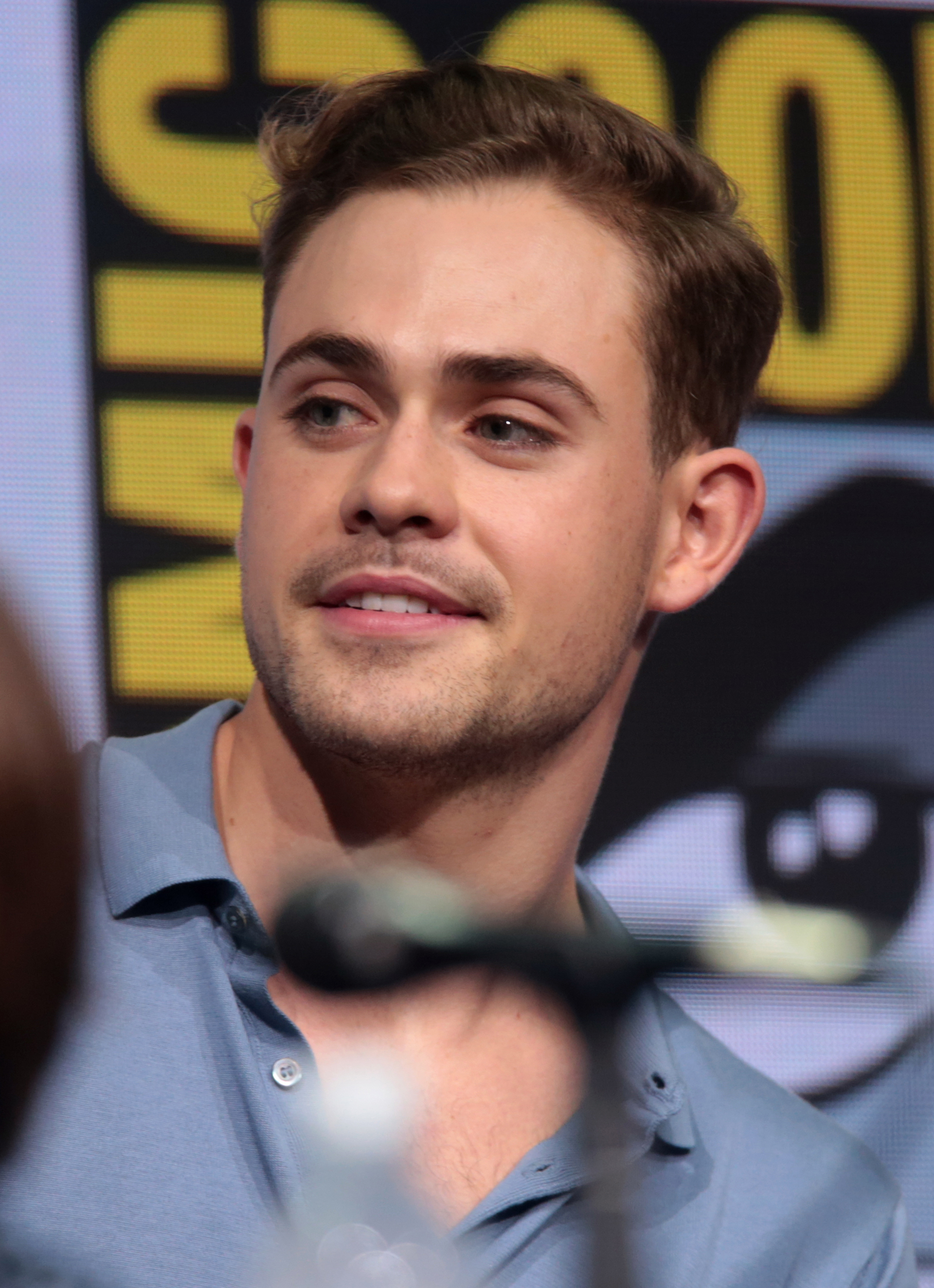
Dacre Montgomery, 2017

Dacre Montgomery (* 22. November 1994 in Perth) ist ein australischer Schauspieler.

## Leben
Dacre Montgomery wurde 1994 in Perth, der Hauptstadt Western Australias, geboren. Er absolvierte seine Schauspielausbildung an der Western Australian Academy of Performing Arts.
Nach Auftritten in einem Kurzfilm, einem Musikvideo und einem Fernsehpiloten übernahm Montgomery im Jahr 2016 die Rolle des Jeremy in der australisch-amerikanischen Horrorkomödie Better Watch Out. Danach spielte er neben einer weiteren Rolle in einer australischen Komödie die Rolle des Power Rangers Jason Scott im Hollywood-Film Power Rangers von 2017.
Im 2017 erschienenen Videoclip zum Lied The Chateau des Duos Angus & Julia Stone spielte Dacre Montgomery den männlichen Hauptcharakter. In der im Herbst 2017 erschienenen zweiten sowie in der im Sommer 2019 erschienenen dritten Staffel der Netflix-Erfolgsserie Stranger Things übernahm er die Rolle des Billy Hargrove.

## Filmographie (Auswahl)
- 2016: Better Watch Out
- 2017–2022: Stranger Things (Fernsehserie, 18 Episoden)
- 2017: A Few Less Men
- 2017: Power Rangers
- 2020: The Broken Hearts Gallery
- 2022: Elvis
- 2024: Went Up the Hill
- 2025: Spider & Jessie

### Musikvideos
- 2015: Make Them Suffer: Old Souls
- 2017: Angus & Julia Stone: The Chateau